# Chlorogomphus gracilis
Chlorogomphus gracilis är en trollsländeart som beskrevs av Wilson och Reels 2001. Chlorogomphus gracilis ingår i släktet Chlorogomphus och familjen kungstrollsländor. IUCN kategoriserar arten globalt som sårbar. Inga underarter finns listade i Catalogue of Life.